# XM148
XM148 (CGL-4) — американський експериментальний підствольний гранатомет для автоматичної гвинтівки M16, який був розроблений зброярською компанією Colt's Manufacturing Company під гранату 40×46 мм. Польові випробування проводились під час В'єтнамської війни, за підсумками яких, виявивши певні недоліки конструкції, гранатомету було відмовлено в запуску в серію. Невдовзі його замінив M203.

## Історія
Підствольний гранатомет XM148 був створений інженером компанії Colt Карлом Р. Льюїсом. Гранатомет був спроектований для установки під стволом автоматичної гвинтівки M16 та для заміни гранатомета M79. Це дозволяло замість носіння двох одиниць зброї використовувати тільки одну гвинтівку. Після виявлення проблем з експериментальними зразками, XM148 був замінений компанією AAI Corporation на схожий за конструкцією гранатомет M203, який використовується Армією США по сьогоднішній день. Спочатку вироблений для гвинтівки M16, XM148 використовувався Силами спеціального призначення США разом з автоматичним карабіном CAR-15/XM-177 Commando (Colt-AR15) і Австралійськими силами SASR разом з модифікованою автоматичною гвинтівкою FN FAL.

## Недоліки конструкції
Ствол гранатомета мав бути посунутий вперед для зарядки 40-мм гранати з казенника. Згодом цей механізм заряджання був використаний у гранатометів M203. Різниця пізніх моделей полягала в наявності зовнішнього руків'я взводу і курка, що дозволяє стріляти з гранатомета не забираючи рук з руків'я. Цей курок породив кілька проблем з випадковими пострілами з зарядженого зброї особливо при ходінні лісом, оскільки гілки дерев могли випадково зачепити курок. Надалі сила натискання на курок була збільшена з 2,7 до 5 кілограмів.